# Granottino
Granottino war eine Masseneinheit für Gold  und Silber. Das Münzgewicht war im  Piemont gültig und das kleinste Maß in der Maßkette der Libbra.
- 1 Granottino = 1/500 Gramm

Die Maßkette war
- 1 Libbra = 1 ½ Marco = 12 Oncia = 96 Ottavo = 288 Denaro = 6912 Grano = 165.888 Granottini[1]

Einige Einzelwerte:
- 24 Granottini = 1 Grano
- 56 Granottini = 1 Denar
- 110.592 Granottini = 1 Marca